# 仮線
仮線（かりせん）とは、鉄道や道路などの交通において、工事等で本線に支障があり、遮断する事ができない場合に設けられる仮設の線路や道路のことである。道路の場合は仮設道路ともいう。

## 道路における仮線
道路の場合、特に国道や県道など、交通量の多い道路の工事現場に設けられる（全面通行止めが必要な工事、橋梁工事など）。山間部で仮線を設けることが困難な場合、川の河川敷を改良して通行させる場合がある。仮線は片側交互通行の場合と全面通行の2種類ある。橋梁工事では、歩道を改良して自動車を通行させる場合がある（群馬県桐生市の県道桐生伊勢崎線錦桜橋付け替え工事では、先に歩道部分を架橋させ、そこへ自動車を通行させた）。
また、阪神高速道路では、道路工事の際にも交通量を確保するため、ミニウェイと呼ばれる移動式の仮設道路を使っていたが、すでに使用は終了している。

## 鉄道における仮線
鉄道では、高架工事や橋梁工事などで工事区間を長期間運休することができない場合、迂回線として仮の線路を敷設し運行させる。鉄道の仮線の欠点は、踏切がある場合、渡る距離が2倍以上になることもあり、交通弱者の横断困難や交通渋滞が発生しやすいこと、運行システム（信号など）を本線と同じにしなければならないため設置コストがかかること、などが挙げられる。1999年（平成11年）から始まった中央線の高架化工事においても、踏切問題や運転見合わせにつながる信号トラブルが仮線で発生している（中央線快速#連続立体交差事業を参照）。
切り替える際には線路閉鎖を行い切り替える。このため運転業務にも関係している。